# تشنارغل ابان (مقاطعة دورة)
تشنارغل ابان (بالفارسية: چنارگل ابان) هي قرية تقع في قسم ويسيان الريفي (مقاطعة دورة) في إيران. يقدر عدد سكانها بـ 84 نسمة .